# Ядерна бомба B43
Ядерна бомба B43 — американська термоядерна вільнопадаюча бомба змінної потужності, використовувались на багатьох літаках.

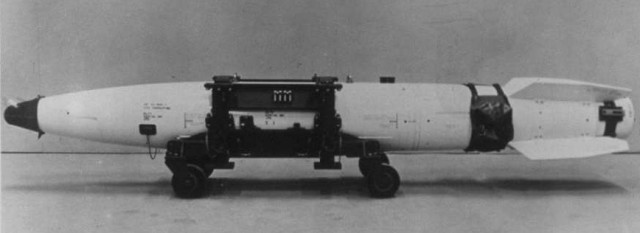
Бомба B43

B43 розроблялась з 1956 року Лос-Аламосською національною лабораторією, виробництво почалося в 1959 році. Сама бомба стала на озброєння в квітні 1961 року. До 1965 року загалом було виготовлено близько 2000 одиниць. Деякі варіанти були з парашутним спольнювачем і мали стрічковий парашут.
B43 була виготовлена у двох варіантах Mod 1 і Mod 2, кожна із п’ятьма варіантами продуктивності.  Залежно від версії B43 мав діаметр 45 см, і довжиною – від 3,81 м до 4,15 м.  Різні версії важили від 935 до 960 кг.  Її можна було скидувати з висоти від 90 м з можливостями повітряного вибуху та наземного вибуху.  Вибухова потужність коливалася від 70 кілотон до 1 мегатонни в тротиловому еквіваленті.
В43 використовувала основну конструкцію "цеце"  і кілька конструкцій середини та кінця 1950-х років.
B43 була однією з чотирьох термоядерних вільнопадаючих бомб, які перевозили канадські літаки CF-104 під час служби в Німеччині з червня 1964 по 1972.

## Літаки-носії

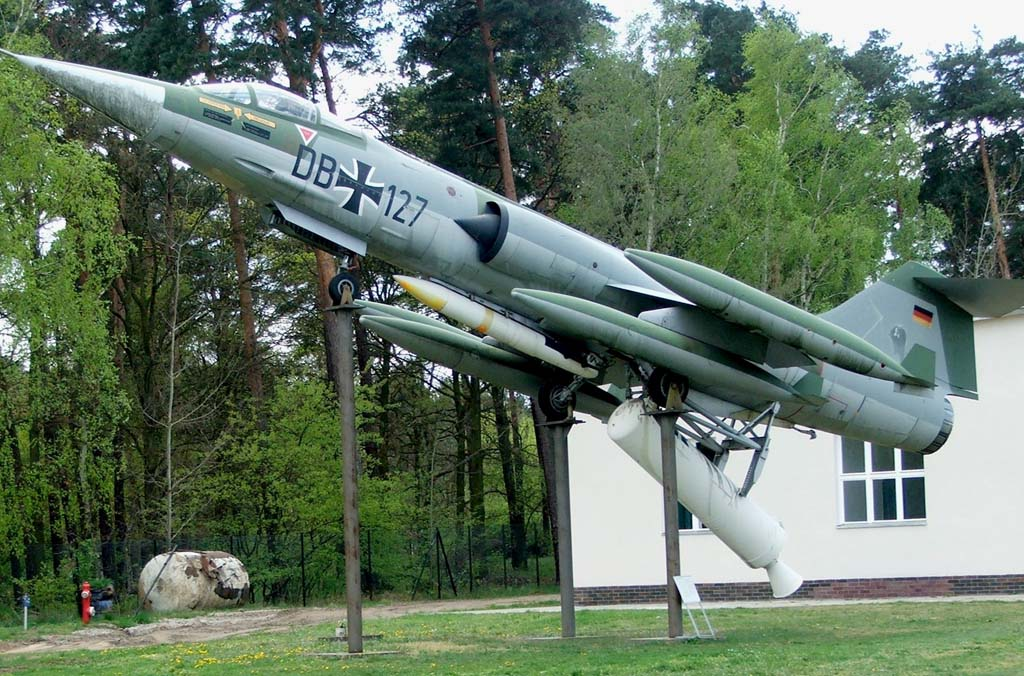
Західнонімецький F-104G з ракетним прискорювачем ZELL-Verfahren і ядерною бомбою B-43, Гатоу, Німеччина.

Літаки-носії включав більшість винищувачів, бомбардувальників і штурмовиків ВПС США, ВМС США і Корпусу морської піхоти:
- A-3 Skywarrior,
- A-4 Skyhawk,
- A-5 Vigilante,
- A-6 Intruder,
- A-7 Corsair II,
- B-47 Stratojet,
- B-52 Stratofortress,
- B-58A Hustler,
- F-100 Super Sabre,
- F-105 Thunderchief,
- F-4 Phantom II,
- F-104 Starfighter,
- FB-111A стратегічний бомбардувальник,
- F-15E Strike Eagle,
- F-16,
- F/A-18 Hornet

По своїм характеристикам B-1B Lancer також підходив для перевезення B43, хоча залишається незрозумілим, чи був цей літак коли-небудь схвалений для перевезення B43. B43 також передався Королівським ВПС Британії для літаків Канберра і Valiant, призначеними НАТО під командуванням SACEUR.

## Зламана Стріла
B43 ніколи не використовувалась в бою, але вона стала учасником ядерної аварії, коли A-4E Skyhawk, (BuNo 151022), з авіаносця USS Ticonderoga (CVA-14) (з ударної ескадрильї VA-56), був втрачений біля берегів  Японії 5 грудня 1965 року, коли літак впав у води Тихого океану, за 130 км від острова Кікаідзіма, префектура Кагосіма.  Skyhawk викочували з ангарного відсіку номер 2 на ліфт номер 2, коли він викотився через край палуби впав і втонув.  Ні пілот, лейтенант Д.М. Вебстер, ні планер, ні бомба так і не були знайдені.  У той час інформацію про інцидент ніде публічно не поширювали, доки у звіті Міністерства оборони США за 1989 рік не було виявлено, що одна з цих одномегатонних бомб (яку нещодавно зняли з експлуатації та замінили) зникла безвісти. Тоді Японія запитала подробиці інциденту.

## Вихід на пенсію
У 1980-х В43 роках було знято з виробництва, а остання B43 була знята з експлуатації в 1991 році на користь новіших бомб B61 і B83.